# Pedro de Soto y Jorquera
Pedro de Soto y Jorquera (Almería, 28 de octubre de 1641 - Jaén, 12 de septiembre de 1708) fue un compositor y maestro de capilla español.

## Vida
Hijo de Miguel de Soto Fernández y María de Jorquera, nació en Almería, el 28 de octubre de 1641 y se bautizó en la Catedral. Se educó en el colegio de San Indalecio de Almería y su formación musical sería probablemente en el entorno de la Catedral, con alguno de los maestros Gregorio Pérez o Miguel de Soto, o con el organista primero, Francisco Medina.
En 1658, tras dos años en el cargo, partía el maestro de capilla de la Catedral de Almería, fray Francisco de Losada, para ocupar el cargo de organista en la Colegiata de Antequera. El maestro anterior, fray Diego de Roca, también había partido al poco tiempo, ocupando el cargo apenas unos meses. El cabildo decidió realizar unas oposiciones para ocupar el cargo vacante, a las que solo se presentó Pedro de Soto, que fue elegido ese mismo año de 1658.
En 1663 se incluyó entre las obligaciones del magisterio almeriense el tocar el arpa, pagándose con un cahíz de trigo, que correspondía al arpista. El maestro Soto o bien no se le daba bien el tocar el instrumento, o bien tenía demasiadas obligaciones para hacerlo, el caso es que en junio de 1666 se da el pago correspondiente a Francisco Moreno, el corneta, que se encargaría de tocar el arpa a partir de entonces.
En mayo de 1671 se presentó a las oposiciones para la ración de tenor en la Catedral de Jaén, que había dejado vacante el organista Francisco de Medina. Fue examinado de voz y «suficiencia» por el maestro Escobedo y elegido por el cabildo por unanimidad, para tomar posesión de la ración en octubre. El año siguiente, el maestro Escobedo renunció a su cargo por edad y Soto fue nombrado sin oposición, por su reconocida habilidad. Escobedo siguió siendo considerado «maestro de capilla», a pesar de estar jubilado, hasta su fallecimiento.
Durante mucho tiempo Soto realizó las funciones de organista a la vez que ocupaba el magisterio. En 1680 se le encargó la búsqueda y los exámenes para un nuevo organista, al igual que había hecho para diversos músicos de la capilla. Entre 1686 y 1691 volvió a realizar ambas funciones de maestro y organista, mientras se buscaba un candidato adecuado.
En 1697 se encargó de la enseñanza de los seises a Juan Benito López Contreras, debido a la avanzada edad del maestro Soto. En 1701 se nombró a López Contreras oficialmente como maestro sustituto, ya que la salud del maestro no era suficiente para cumplir con todas sus obligaciones. Finalmente, Soto falleció el 12 de septiembre de 1708, a los 66 años. Fue enterrado en la iglesia de la calle Recogidas de Jaén, edificio desaparecido en lo que actualmente se llama calle de García Requena.
Tras el fallecimiento de Soto se contactó con algunos maestros de reconocida fama, pero sin éxito, por lo que se decidió realizar unas oposiciones en 1711. El ganador de las oposiciones sería Juan Manuel de la Puente, que tomó posesión del cargo ese mismo año.

## Obra
En el inventario de la música en la Catedral de Jaén realizado en 1760 aparecen varias composiciones de Soto. Entre ellas destacan los salmos a 7, 8 y 14 voces, un Magnificat a 4, 8 y 12 voces, un Te Deum a cuatro voces y varios himnos. En otro inventario posterior aparecen misas, motetes, un oficio de difuntos y lamentaciones.
En la actualidad se conservan dos obras suyas en el archivo de la metropolitana de Jaén.
- Ave maris Stella, a cuatro voces y acompañamiento,
- Turbas de la Pasión Domingo de Ramos, a cuatro voces.